# Титова, Зоя Прохоровна
Зоя Прохоровна Титова (Жудро) (1 января 1919, д. Голынец — 3 июня 1995) — акушерка, Герой Социалистического Труда. Участница Великой Отечественной войны.
Окончила Могилевскую фельдшерско-акушерскую школу в 1938. В 1938—1941 годах работала в Гомельской области. Участник Великой Отечественной войны. В 1944 г. награждена медалью «За боевые заслуги». В 1945 г. вышла замуж за Титова Петра Моисеевича. С 1945 года на Добросневитском медицинском пункте, с 1959 — акушерка Ямницкой участковой больницы в Могилевском районе. Звание Героя Соцтруда присвоено за успехи в области здравоохранения.